# Ernst Boberg
Ernst Boberg (* 1. Februar 1903 in Ludwigsburg (Ostvorpommern); † 20. Februar 1971 in Neustrelitz) war ein deutscher Politiker.

## Leben
Bobergs Eltern waren Landarbeiter. Ernst Boberg besuchte die Volksschule in Ludwigsburg und arbeitete ab 1917 auf Gut Ludwigsburg als Tagelöhner. Unter dem Einfluss von Ernst Kasch, einem Funktionär des Deutschen Landarbeiterverbandes und Mitglied der Kommunistischen Partei Deutschlands (KPD), nahm er an Aktionen gegen den Kapp-Putsch teil. Am 1. Oktober 1920 trat Ernst Boberg dem Deutschen Landarbeiterverband bei und 1922 der Kommunistischen Jugend in Greifswald. Er gründete in Vierow eine Ortsgruppe der Kommunistischen Jugend.
Nach seiner Entlassung auf Gut Ludwigsburg im Oktober 1923 arbeitete er beim Bauern Dinse in Konerow.

## Politische Aktivität
1925 trat Ernst Boberg in die KPD und in den Roten Frontkämpferbund (RFB) ein und gründete auch für den RFB eine Ortsgruppe in Vierow. Er nahm am 3. Reichstreffen des RFB 1927 in Berlin teil. Er wurde Vorsitzender der Ortsgruppe Vierow der KPD. Er war zudem Mitglied der Roten Hilfe Deutschlands. Auf Gut Kräpelin wurde er Mitglied des Betriebsrates.
Bei den Wahlen zum Kreistag am 17. November 1929 erhielt Ernst Boberg ein Mandat der KPD. Von Januar bis April 1930 besuchte er die Reichsparteischule der KPD "Rosa Luxemburg" in Schöneiche-Fichtenau. Er übernahm die Leitung der Ortsgruppe in Hanshagen und wurde Mitglied der KPD-Unterbezirksleitung Greifswald-Stralsund. Von April bis Mai 1931 besuchte er die Sowjetunion, von der er begeistert war. Anschließend wirkte er als Funktionär der KPD. 1931 wurde er in Stettin auf der Bezirksdelegiertenkonferenz in die Bezirksleitung gewählt. Er nahm an der 3. Reichskonferenz der KPD vom 15. bis 18. Oktober 1932 in Berlin teil. Im März 1933 wurde er zum Abgeordneten in den Provinziallandtag der Provinz Pommern gewählt. Am 28. März 1933 wurde er verhaftet und war zunächst im Greifswalder Gerichtsgefängnis und ab 18. Juli 1933 im KZ Lichtenburg inhaftiert. Im Dezember 1933 wurde er aus der Haft entlassen und kehrte nach Hanshagen zurück.
Er arbeitete fortan illegal für die KPD. 1940 wurde er zum Kriegsdienst einberufen. Er geriet in britische Kriegsgefangenschaft in Villach, aus der er im Frühsommer 1946 zurückkehrte. Er übernahm die Leitung der Arbeitsgebiete Kemnitz-Hanshagen der Sozialistischen Einheitspartei Deutschlands (SED). Im Oktober 1946 wurde er in den Kreistag gewählt und 1949 durch die Abgeordneten des Landtages kooptiert. Im Kreistag übernahm er den Vorsitz der SED-Fraktion.
Im Mai 1948 wurde er Instrukteur des SED-Kreisvorstandes. Am 24. Februar 1949 übernahm er den Vorsitz der neu gegründeten SED-Kreisparteikontrollkommission Greifswald.	Im Juli 1952 wurde er stellvertretender Vorsitzender der Bezirksparteikontrollkommission Neubrandenburg.
Boberg war verheiratet.